# Jefferson Poirot
Pour les articles homonymes, voir Poirot.

a Compétitions nationales et continentales officielles uniquement.

b Matchs officiels uniquement.
Dernière mise à jour le 16 mai 2025.
Jefferson Poirot, né le 1er novembre 1992 à L'Isle-Adam (Val-d'Oise), est un joueur international français de rugby à XV qui évolue au poste de pilier au sein de l'effectif de l'Union Bordeaux Bègles depuis 2012 après être passé par le CA Brive, son club formateur.
Il remporte la Champions Cup avec l'Union Bordeaux Bègles en 2025.

## Biographie
Jefferson Poirot est né dans le Val-d'Oise. À l’âge de 8 ans, il va vivre à Lalinde, en Dordogne. C’est là qu'il découvre le rugby. Il joue de 9 ans jusqu’à 15 ans dans le même club, à Lalinde. Il intègre les rangs du CA Brive à quinze ans. Troisième ligne à son arrivée, il intégra le Top 100 France mais ne connaît pas les honneurs de la sélection. Il obtient néanmoins des sélections avec le Périgord-Agenais, puis est appelé en équipe de France B en catégorie moins de 18 ans. Il glisse rapidement vers la première ligne. 
Le 29 décembre 2015, il est appelé sur la première liste des 30 joueurs du nouveau sélectionneur Guy Novès. Ce dernier le retient en tant que remplaçant pour le match France-Italie, premier match du Tournoi des Six Nations 2016. Il obtient sa première cape lors de cette rencontre puis sa première titularisation la semaine suivante contre l'Irlande. Il devient, lorsqu'il n'est pas blessé comme lors du Tournoi des Six Nations 2017, un titulaire régulier de l'équipe.
Jacques Brunel, successeur de Guy Novès et son ancien entraîneur, lui maintiendra sa confiance lors du Tournoi des Six Nations 2018 et 2019.
En juin 2016, il est convoqué par son sélectionneur pour disputer une série de deux tests matches en Argentine. Jefferson Poirot joue les deux matches en tant que titulaire. Quelques semaines plus tard, il figure sur la liste élite élaborée par Guy Novès et son staff. Il est donc logiquement convoqué pour disputer les test-matchs du mois de novembre, et est titulaire pour affronter les Samoa. Mais il se blesse à l'épaule, et doit déclarer forfait pour les deux matchs suivants.
En 2018, il est désigné comme co-capitaine de l'Union Bordeaux Bègles pour la saison 2018-2019 au côté de son coéquipier sud-africain Jandre Marais.
Le 17 août 2019, il est désigné capitaine de l'équipe de France pour le premier match de préparation à la Coupe du monde 2019 face à l'Écosse en l'absence du capitaine habituel Guilhem Guirado. Il porte de nouveau le brassard quinze jours après face à l'Italie. 
En 2020, il est appelé dans le groupe de l'équipe de France, pour préparer le Tournoi des Six Nations à la suite de la prise de fonction du nouveau sélectionneur Fabien Galthié, avec 4 de ses coéquipiers bordelais, Matthieu Jalibert, Maxime Lucu, Cyril Cazeaux et Cameron Woki. Le 7 juin 2020, il annonce qu'il décide de mettre un terme à sa carrière internationale, à 27 ans seulement. Il explique sa décision par un manque de motivation perçue dès la fin de la Coupe du monde 2019.
En juin 2022, il participe à la tournée des Barbarians français aux États-Unis pour affronter la sélection américaine le 1er juillet 2022 à Houston. Les Baa-baas s'inclinent 26 à 21.
Le 28 juin 2024, il est titulaire en finale du Top 14, organisée exceptionnellement au Stade Vélodrome de Marseille, face au Stade toulousain. Les bordelais ne parviennent pas à inquiéter les toulousains et s'inclinent sur le large score de 59 à 3.
L'année suivante, le 24 mai 2025, il est titulaire en finale de la Champions Cup au Millennium Stadium de Cardiff face aux Northampton Saints. Les bordelo-bèglais s'imposent 28 à 20 face aux anglais et remportent ainsi le premier titre de l'histoire du club.

## Statistiques

### En club
| Saison         | Club                  | Championnat | Championnat | Championnat | Coupe d'Europe     | Coupe d'Europe | Coupe d'Europe |
| Saison         | Club                  | Compétition | Matchs      | Essais      | Compétition        | Matchs         | Essais         |
| -------------- | --------------------- | ----------- | ----------- | ----------- | ------------------ | -------------- | -------------- |
| 2011-2012      | CA Brive              | Top 14      | 5           | -           | Challenge européen | 5              | -              |
| Total CA Brive | Total CA Brive        | Top 14      | 5           | 0           | Challenge européen | 5              | 0              |
| 2012-2013      | Union Bordeaux Bègles | Top 14      | 18          | 2           | Challenge européen | 4              | -              |
| 2013-2014      | Union Bordeaux Bègles | Top 14      | 13          | -           | Challenge européen | 5              | 2              |
| 2014-2015      | Union Bordeaux Bègles | Top 14      | 23          | -           | Challenge européen | 5              | -              |
| 2015-2016      | Union Bordeaux Bègles | Top 14      | 12          | -           | Coupe d'Europe     | 4              | -              |
| 2016-2017      | Union Bordeaux Bègles | Top 14      | 16          | -           | Coupe d'Europe     | 1              | -              |
| 2017-2018      | Union Bordeaux Bègles | Top 14      | 14          | -           | Challenge européen | -              | -              |
| 2018-2019      | Union Bordeaux Bègles | Top 14      | 10          | 1           | Coupe d'Europe     | 3              | 2              |
| 2019-2020      | Union Bordeaux Bègles | Top 14      | 5           | -           | Coupe d'Europe     | 4              | -              |
| 2020-2021      | Union Bordeaux Bègles | Top 14      | 20          | -           | Coupe d'Europe     | 3              | -              |
| 2021-2022      | Union Bordeaux Bègles | Top 14      | 17          | -           | Coupe d'Europe     | 3              | -              |
| Total UBB      | Total UBB             | Top 14      | 148         | 3           | Coupes d'Europe    | 32             | 4              |
| Total          | Total                 | Top 14      | 153         | 3           | Coupes d'Europe    | 37             | 4              |

### Internationales

#### Équipe de France des moins de 20 ans
Jefferson Poirot compte dix sélections avec l'équipe de France des moins de 20 ans. Il dispute cinq matchs du tournoi des Six Nations des moins de 20 ans 2012 où la France termine deuxième. La même année, il dispute cinq matchs du championnat du monde junior où la France termine sixième. 

#### XV de France
Il compte 36 sélections en équipe de France, dont 32 titularisations, depuis son premier match le 6 février 2016 face à l'Italie.
Il participe à quatre éditions du Tournoi des Six Nations, en 2016, 2018, 2019 et 2020.
Il participe à la Coupe du monde 2019 durant laquelle il joue quatre matchs et inscrit son seul essai en bleu.
| Année | Compétition    | Matchs | Points | Essais |
| ----- | -------------- | ------ | ------ | ------ |
| 2016  | Six Nations    | 5      | 0      | 0      |
| 2016  | Test matchs    | 3      | 0      | 0      |
| 2017  | Test matchs    | 6      | 0      | 0      |
| 2018  | Six Nations    | 5      | 0      | 0      |
| 2018  | Test matchs    | 3      | 0      | 0      |
| 2019  | Six Nations    | 4      | 0      | 0      |
| 2019  | Test matchs    | 3      | 0      | 0      |
| 2019  | Coupe du monde | 4      | 5      | 1      |
| 2020  | Six Nations    | 3      | 0      | 0      |
| Total | Total          | 36     | 5      | 1      |

| Numéro | Date           | Lieu                                  | Adversaire | Compétition    | Résultat | Score |
| ------ | -------------- | ------------------------------------- | ---------- | -------------- | -------- | ----- |
| 1      | 2 octobre 2019 | Fukuoka Hakatanomori Stadium, Fukuoka | États-Unis | Coupe du monde | Victoire | 33-9  |

## Palmarès

### En club
- Finaliste du Championnat de France en 2024 et 2025 avec l'Union Bordeaux Bègles.
- Vainqueur de la Champions Cup en 2025 avec l'Union Bordeaux Bègles.

### En sélection nationale

#### Tournoi des Six Nations
| Édition          | Rang | Résultats France | Résultats Poirot | Matchs Poirot |
| ---------------- | ---- | ---------------- | ---------------- | ------------- |
| Six Nations 2016 | 5    | 2 v, 0 n, 3 d    | 2 v, 0 n, 3 d    | 5/5           |
| Six Nations 2018 | 4    | 2 v, 0 n, 3 d    | 2 v, 0 n, 3 d    | 5/5           |
| Six Nations 2019 | 4    | 2 v, 0 n, 3 d    | 1 v, 0 n, 3 d    | 4/5           |
| Six Nations 2020 | 2    | 4 v, 0 n, 1 d    | 2 v, 0 n, 1 d    | 3/5           |

#### Coupe du monde
| Édition    | Rang               | Résultats France | Résultats Poirot | Matchs Poirot |
| ---------- | ------------------ | ---------------- | ---------------- | ------------- |
| Japon 2019 | Quart de finaliste | 3 v, 0 n, 1 d    | 3 v, 0 n, 1 d    | 4/4           |

## Anecdotes
Il apparaît dans le documentaire À l'école du rugby diffusé sur France 4 en 2011[réf. nécessaire].